# Mantiphaga hoplocoryphae
Mantiphaga hoplocoryphae är en stekelart som först beskrevs av Jean Risbec 1951.  Mantiphaga hoplocoryphae ingår i släktet Mantiphaga och familjen gallglanssteklar. Inga underarter finns listade i Catalogue of Life.